# Vehkasaari (ö i Södra Savolax, Nyslott, lat 61,71, long 28,96)
Vehkasaari är en ö i Finland. Den ligger i sjön Pihlajavesi och i kommunen Nyslott i  landskapet Södra Savolax, i den sydöstra delen av landet, 270 km nordost om huvudstaden Helsingfors. Öns area är 90,8 hektar och dess största längd är 2,1 kilometer i sydöst-nordvästlig riktning.